# Квинт Марций Крисп
Квинт Ма́рций Крисп (лат. Quintus Marcius Crispus; I век до н. э.) — римский военачальник и политический деятель из плебейского рода Марциев, занимавший, согласно одной из гипотез, преторскую должность до начала гражданской войны 49—45 годов до н. э. В ходе междоусобного конфликта сражался на стороне Гая Юлия Цезаря, приняв участие в африканской кампании диктатора, за что последний сделал его проконсулом провинции Вифиния и Понт. В 44 году до н. э., придя на выручку наместнику Сирии Луцию Стацию Мурку, усмирил мятеж помпеянца Цецилия Басса. Вероятно, по возвращении в Рим подвёргся проскрипциям триумвиров, в результате чего, по-видимому, бежал на Сицилию к Сексту Помпею. После ликвидации «Сицилийской республики» смог получить прощение, заменив действующего магистрата Марка Кокцея Нерву, досрочно сложившего консульские полномочия.

## Происхождение
Квинт Марций принадлежал к знатному плебейскому роду Марциев, представители которого начали занимать высшие должности сразу после допуска плебеев к консулату. В поздних генеалогиях, возникших не позже начала I века до н. э., к этому роду причисляют патриция Гнея Марция Кориолана. Согласно таким родословным, предками Марциев был один из римских царей Анк Марций, который, в свою очередь, по матери был внуком Нумы Помпилия. Некоторые античные генеалоги пытались вывести происхождение этого семейства от одного из сыновей Нумы и настаивали на его связи с богом войны Марсом.
Опираясь на одно упоминание у Фронтина, сообщавшего, что в Лукании на заключительной стадии борьбы со Спартаком, перед сражением с повстанцами, которых возглавляли Ганник и Каст, Красс направил в обход 12 когорт во главе с Помптином и Квинтом Марцием Руфом и учитывая, что происхождение когномена последнего (как и прозвища Крисп) указывает на цвет волос, американский антиковед Т. Бреннан допускает, что Марций Крисп мог приходиться легату 71 года сыном.

## Биография
Не позже 58 года до н. э. Крисп был эдилом, поскольку в 57—55 годах до н. э. он служил легатом у проконсула Луция Кальпурния Пизона в Македонии (в политической речи против Пизона Цицерон называет Марция «квестором-эдилицием»). В дополнении к классическому справочнику Р. Броутона говорится о том, что, предположительно, на 54 год до н. э. могла приходиться его претура, хотя сам канадский учёный осторожно датировал это событие 46 годом до н. э. или немногим ранее. Кроме того, американский исследователь Терри Бреннан также полагает, что Крисп получил преторство до начала вооружённого конфликта 49—45 годов.
В гражданской войне между Гнеем Помпеем и Гаем Юлием Цезарем Квинт Марций сражался на стороне последнего. В частности, в 47—46 годах до н. э. в качестве легата или военного трибуна он участвовал в африканской кампании диктатора; после сражения у Тапса Цезарь поручил ему с тремя когортами взять город Табену. В следующем году Квинт Марций стал наместником провинции Вифиния и Понт в звании проконсула. В 44 году до н. э., когда в Сирии поднял мятеж Квинт Цецилий Басс, Квинт Марций во главе трёх легионов двинулся на помощь проконсулу Луцию Стацию Мурку; совместно им удалось окружить Басса в Апамее. В начале 43 года до н. э. в Сирию прибыл Гай Кассий Лонгин, получивший наместничество от сената. Квинт Марций признал его полномочия, но служить под его началом отказался.
Учитывая отрывочное сведение Капитолийских фаст за 36 год до н. э., где упомянут некий Марций, избранный консулом-суффектом вместо сложившего с себя полномочия Марка Кокцея Нервы, можно предположить, что по возвращении в Рим в 43 году до н. э. имя Криспа было внесено триумвирами в проскрипционные списки, вследствие чего он был вынужден спасаться (возможно, бежал на Сицилию к Сексту Помпею, куда, по словам современников, стекались все проскрипты). Вероятно, уже после разгрома масштабного восстания младшего сына Помпея и падения его «Сицилийской республики» Марция помиловали и, таким образом, он смог вернуться на родину, заняв почётную магистратуру.